# لازانیاته
لازانیاته نوعی پاستا روبانی و نسخه باریک‌تر لازانیا است. ویژگی‌های لازانیاته‌ها بر اساس فرم لبه‌های آنها متفاوت است. انواع مختلف می‌توانند لبه‌هایی با برش موج دار در هر دو طرف، لبه‌های برش مستقیم در هر دو طرف، یا تغییراتی شامل یک طرف با برش مستقیم و دیگری با برش موج دار داشته باشند. لازانیاته را می‌توان به اشکال مختلف تهیه کرد. دو مورد از محبوب ترین‌ها شامل یک نسخه نازک‌تر از لازانیاهای سنتی لایه ای ایتالیایی است. نسخه دوم ترکیبی از مواد دستور پخت با پاستا است و در بشقاب سرو می‌شود.